# Ariana Marie
Ariana Marie est une actrice pornographique américaine.

## Biographie
Ariana Marie est née le 15 mars 1993 à Dallas, Texas dans une famille ayant des origines irlandaises, allemandes, belges et portoricaines. Elle a trois frères dont elle est la sœur cadette. Quand elle était petite, sa famille a déménagé à Clearwater en Floride, pour le travail de son père. C'est dans cette ville qu'elle a grandi et obtenu son diplôme de fin d'études.
Marie est mariée à Jack Spade, un acteur retraité du film pornographique. En juin 2022, elle révèle qu'elle est enceinte sur son compte Twitter puis qu'elle a accouché d'une fille en novembre de la même année.

## Carrière
Marie fait ses débuts dans l'industrie pornographique en septembre 2013, à 20 ans,. Sa première scène est pour le compte de PornPros avec Giselle Mari et Danny Mountain.
Depuis ses débuts, elle travaille pour des studios comme Mile High, Bang Productions, Adam & Eve, Girlfriends Films, Kick Ass Pictures, Evil Angel, Pure Play Media ou Pulse Distribution. Elle a également travaillé pour des sites comme Mofos, Bang Bros, HD Passion, Digital Desire et Naughty America.
En novembre 2014, elle est élue Pet of the Month par le magazine Penthouse. Le même mois, elle est élue Twistys Treat of the Month par le site Twistys.
En 2015, elle est nommée pour les AVN Awards et XBIZ Awards comme meilleure nouvelle starlette,.
La même année, elle est nommée aux AVN Awards dans la catégorie meilleure scène à trois (Best Three-Way Sex Scene Girl/Girl/Boy) pour Keisha, aux côtés de Keisha Grey et Manuel Ferrara. Elle a tourné plus de 160 films.
Elle a truffé son habitation de webcams à partir desquelles ses admirateurs peuvent la contempler dans des tenues intimes sur Internet. Pour justifier cette démarche, elle explique que c'est bien plus lucratif que de travailler pour des studios spécialisés dans le genre.

## Prix et nominations
| Année | Cérémonie                   | Résultat | Prix                                  | Œuvre                      |
| ----- | --------------------------- | -------- | ------------------------------------- | -------------------------- |
| 2014  | Nightmoves                  | Nommée   | Best New Starlet                      |                            |
| 2014  | Nightmoves Fan Awards       | Nommée   | Best New Starlet                      |                            |
| 2015  | AVN Award                   | Nommée   | Meilleure nouvelle starlette          |                            |
| 2015  | AVN Award                   | Nommée   | Meilleure scène de ménage à trois     | Keisha                     |
| 2015  | AVN Award                   | Nommée   | Fan Award: Cutest Newcomer            |                            |
| 2015  | Spank Bank Awards           | Nommée   | Most Adorable Slut                    |                            |
| 2015  | Spank Bank Awards           | Nommée   | Prettiest Girl In Porn                |                            |
| 2015  | Spank Bank Awards           | Nommée   | America's Porn Sweetheart             |                            |
| 2015  | Spank Bank Technical Awards | Lauréate | Ariana Grande's Sluttier Doppleganger |                            |
| 2015  | XBIZ Award                  | Nommée   | Meilleure nouvelle starlette          |                            |
| 2016  | AVN Award                   | Nommée   | Meilleure scène de ménage à trois     | Slut Puppies 9             |
| 2016  | AVN Award                   | Nommée   | Meilleure scène de ménage à trois     | Just Jillian               |
| 2016  | Spank Bank Awards           | Nommée   | Born To Hand Job                      |                            |
| 2016  | Spank Bank Awards           | Nommée   | Most Adorable Slut                    |                            |
| 2016  | Spank Bank Awards           | Nommée   | Tightest Twat                         |                            |
| 2016  | XBIZ Award                  | Nommée   | Best Sex Scene — All-Sex Release      | Just Jillian               |
| 2017  | AVN Award                   | Nommée   | Meilleure scène de sexe anal          | The Art of Anal Sex 2      |
| 2017  | AVN Award                   | Nommée   | Meilleure scène de sexe lesbien       | Let It Ride                |
| 2017  | AVN Award                   | Nommée   | Fan Award: Favorite Female Performer  |                            |
| 2017  | AVN Award                   | Nommée   | Fan Award: Social Media Star          |                            |
| 2017  | Spank Bank Awards           | Nommée   | Best Legs                             |                            |
| 2017  | Spank Bank Awards           | Nommée   | Best 'O' Face                         |                            |
| 2017  | Spank Bank Awards           | Nommée   | Most Photogenic Nymphomaniac          |                            |
| 2017  | Spank Bank Awards           | Nommée   | Prettiest Girl In Porn                |                            |
| 2017  | Spank Bank Awards           | Nommée   | Pretty In Pink (aka Prettiest Pussy)  |                            |
| 2017  | Spank Bank Awards           | Nommée   | Tightest Twat                         |                            |
| 2017  | XBIZ Award                  | Nommée   | Best Scene - Vignette Release         | The Art of Anal Sex Vol. 2 |

## Filmographie sélective
Le nom du film est suivi du nom de ses partenaires lors des scènes pornographiques.
- 2013 : Bi-Curious Amateurs avec Sky Light et Wolf Hudson
- 2014 : Me and My Girlfriend 8 avec Abigail Mac
- 2015 : 2 Cute 4 Porn avec Ramon Nomar
- 2016 : Art of Anal Sex 2 avec Mick Blue
- 2017 : Pussy Party avec Jenna Sativa et Samantha Rone
- 2018 : Women Seeking Women 157 avec Isabella Nice
- 2018 : Cheer Squad Sleepovers 30 avec Zoey Taylor

Une filmographie complète peut être consultée ici